# Уэствилл (ЮАР)
Уэствилл, англ. Westville — посёлок близ г. Дурбан в провинции Квазулу-Натал, ЮАР. Расположен в 20 км к северу от центральной части Дурбана.

## История
Уэствилл возник из поселения голландских иммигрантов, прибывших в 1948 г., и был переименован в честь Мартина Уэста, первого лейтенант-губернатора провинции Наталь.
Уэствилл является фактическим центром для нескольких расположенных поблизости тауншипов — Като-Мэнор, Клэрмонт и Честервилл.

## Образование
В Уэствилле расположены Старшая школа для мальчиков, Старшая школа для девочек, начальная школа Питлокри (Pitlochry Primary School), начальная школьа Этолл-Хайтс (Atholl Heights Primary School) и начальная школа Уэствилл-Синиор (Westville Senior Primary).
Здесь же располагается один из кампусов университета Квазулу-Натал (бывший университет Дурбана-Уэствилла для лиц азиатского происхождения) площадью 2 кв. км.

## Тюрьма
Тюрьма в Уэствилле — одно из крупнейших пенитенциарных заведений ЮАР и единственное в Дурбане и окрестностях. В среднем в 2010 г. ежедневно в тюрьме находился 3 281 заключённый.